# Anosia clarippus
Anosia clarippus är en fjärilsart som beskrevs av Gustav Weymer 1884. Anosia clarippus ingår i släktet Anosia och familjen praktfjärilar. Inga underarter finns listade i Catalogue of Life.